# Радиккьо
Радиккьо, также итальянский цикорий (Cichorium intybus var. foliosum) — разновидность цикория обыкновенного (Cichorium intybus), популярное (особенно в Западной Европе) огородное растение. Имеется множество сортов радиккьо, объединённых в несколько групп.
Листья обычно красные с белыми прожилками.
Радиккьо используют как для приготовления салатов, так и в составе горячих блюд. Вкус листьев — горький, пряный, при термической обработке смягчается.
Люди используют радиккьо с древних времен. Об этом растении писал Плиний Старший в своей работе Naturalis Historia, восхваляя его лечебные свойства.

## Систематика
Во многих источниках с ботанической точки зрения это растение не рассматривается самостоятельным таксоном, данная разновидность считается синонимом вида Цикорий обыкновенный.

## Особенности выращивания

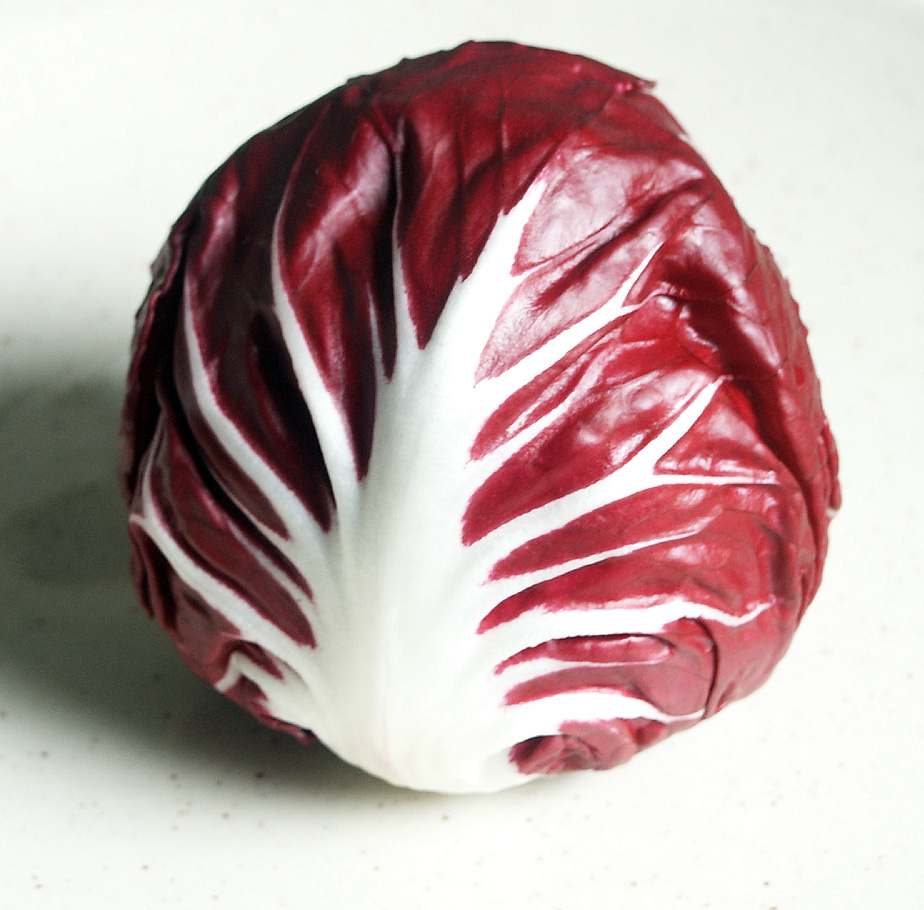

Культура простая в выращивании, наиболее благоприятное время – весна и осень. Предпочитает более частый умеренный полив, хотя точный объем воды зависит от типа почвы. Уменьшение частоты поливов приводит к увеличению горечи во вкусе. Однако для осенних сортов вкус в большей степени зависит от холодной погоды (чем холоднее, тем мягче вкус), что также влияет на процесс формирования кочана и приобретение листьями красного цвета в классических сортах. Существуют также новые сорта, которые формируют кочаны самостоятельно, однако их вкус уступает классическим сортам, которые переживают несколько заморозков. Созревание радиккьо занимает около трёх месяцев. Однако растение может пережить британскую или западноевропейскую зиму, и если кочан аккуратно срезать чуть выше уровня земли, то растение выживет и в новом сезоне будет снова способно дать урожай. Светонепроницаемое укрытие может использоваться на поздних стадиях созревания, чтобы усилить цветовой контраст листьев, одновременно защищая от мороза и холодного ветра. В Великобритании традиционно в пищу использовали не первые, а вторые, более нежные и сочные кочаны радиккьо. Однако новые улучшенные осенние сорта в сочетании с более мягким климатом позволяют получать два и более урожаев радиккьо с одного растения в Западной Европе.